# 986.
◄ | 9. stoljeće | 10. stoljeće | 11. stoljeće | ►
◄ | 950-ih | 960-ih | 970-ih | 980-ih | 990-ih | 1000-ih | 1010-ih | ►
◄◄ | ◄ | 983. | 984. | 985. | 986. | 987. | 988. | 989. | ► | ►►
Astronomija • Knjige • Književnost • Kršćanstvo • Pravo • Promet

## Smrti
- Harald I. Plavozubi, danski kralj

## Vanjske poveznice
|  | Zajednički poslužitelj ima još gradiva o temi 986. |